# 野上素一
野上 素一（のがみ そいち、1910年1月29日 - 2001年2月4日）は、日本のイタリア文学者・イタリア語学者。京都大学名誉教授。

## 経歴
野上豊一郎・弥生子夫妻の長男として東京府（現在の東京都）に生まれる。1934年、東京帝国大学文学部言語学科卒業。日本とイタリアの交換留学生となり、ローマ大学に入学、1936年、講師となるが、戦争が勃発し、1943年、イタリアの敗戦でドイツに移住。1945年、ドイツの敗戦で収容所に収容される。のち、アメリカの軍艦で帰国した。
1946年、京都帝国大学文学部イタリア語イタリア文学講座講師、1947年、助教授、1950年、「日本ダンテ学会」を設立し、会長となる。1951年にイタリア学会を創立し、初代会長に就任、1975年まで務めた。1954年、京都大学文学部イタリア文学科主任教授。1964年、イタリア語・日本語辞典『新伊和辞典』編纂で毎日出版文化賞受賞。ボッカチオ『デカメロン』完訳の業績もあり、またダンテ研究にも取り組んだ（「神曲・新生」訳は筑摩書房・世界古典文学全集35）。日本イタリア京都会館を設立、初代理事長に就任した。

## 人物・交友
趣味は読書。キリスト教徒であった。京大での著名な弟子に小松左京がいる。

## 家族・親族
野上家
- 父・豊一郎[4]（1883年 - 1950年、英文学者、能楽研究家、法政大学総長）
- 母・弥生子[4]（1885年 - 1985年、大分、小手川角三郎の長女、作家）
- 弟(次男)：野上茂吉郎は物理学者[1]
- 弟(三男)：野上耀三も物理学者で、東京大学教授。
- 先妻・マルギット - 1911年生まれ[2]。ハンガリー人[5]。1948年に離婚[5]。
- 後妻（千葉亀之助の娘）[6]
- 長女 - 1944年生まれ[2]。マルギットとの子で、洋名ミションカ[5]。

親戚
- 妻の父・千葉亀之助（金融業）
- 姪・長谷川三千子（哲学者）[1]

## 著書
- 『イタリア語入門』岩波書店 1954年
- 『イタリア語四週間』大学書林 1964年
- 『ダンテ 神曲 詩と絵画にみる世界』社会思想社 1968年
- 『ダンテ その華麗なる生涯』新潮選書 1974年

上記全篇がイタリアのジャーナリスト、インドロ・モンタネッリの『ダンテとその時代』（ミラノ、リッツォーリ社, 1964）からの剽窃であると報じられ (『読売新聞』1975年6月21日夕刊)、版元の新潮社は直ちに全国の書店から回収し絶版措置を取った。
- 『ダンテ 人と思想』清水書院 1981年、新版2016年

### 翻訳
- ボッカチオ『デカメロン 十日物語』岩波文庫（全6冊） 1948 - 1959年、復刊2002年
- ジュセッペ・ベルト(Giuseppe Berto)『空は赤い』角川書店 1951年
- カルロ・ゴルドーニ『宿屋のおんな主人』岩波文庫 1951年
- ポール・アリーギ『イタリア文学史』白水社〈文庫クセジュ〉 1958年
- ダヌンツィオ『死の勝利』岩波文庫（上下）、1961-1963年、復刊1991・2007年
- ダンテ・アリギエリ『神曲・新生』筑摩書房 1962年 - 1973年
世界文学大系〈6〉／世界古典文学全集〈35〉／筑摩世界文学大系〈11〉で刊
- パンフィロ・ジェンティーレ『イタリア現代史』世界思想社 1967年
- ダンテ『神曲物語』現代教養文庫 1968年／文元社 2004年、インタープレイ 2015年。各・選書判
- ボッカチオ『デカメロン物語』現代教養文庫 1969年／文元社 2004年、インタープレイ 2015年。各・訳著

## 編さん
- 『図解イタリア語会話』海文堂 1963年
- 『新伊和辞典』白水社 1964年、増訂版1981年